# Bahnstrecke Flensburg–Husum–Tönning
| Flensburg–Husum–Tönning                                                                                       | Flensburg–Husum–Tönning |
| --- | ----------------------- |
| Flensburg–Husum–Tönning mit Stichbahn nach Rendsburg (Ausschnitt aus Eisenbahnkarte von Deutschland von 1861) |                         |
| Streckennummer (DB):                                                                                          | 1204 / 1205             |
| Kursbuchstrecke (DB):                                                                                         | 135, ex 124, ex 112f    |
| Spurweite: | 1435 mm (Normalspur)    |
| |                         |

Die Bahnstrecke Flensburg–Husum–Tönning war die erste Eisenbahnstrecke im Herzogtum Schleswig.

## Organisation und Bau
Im Januar 1837 publizierte Christian Hansen jun. seine Vision „Idee einer Flensburg-Husum-Tönninger Eisenbahn“ mit geschätzten Kosten von 650.000 Mark Courant und einem Vermerk, dass diese Summe nur mit Hilfe kapitalkräftiger englischer Investoren aufzubringen sei. Von der Regierung in Kopenhagen erging am 31. Oktober 1839 eine Resolution, die eine Vermessung der genannten Strecke auf Staatskosten anordnete. 1840 übertrug man dem Ingenieurcorps von Prangen die technische Leitung zum Bau der Bahn. Das Corps erarbeitete 1841 zwei Vorschläge vom Flensburger Hafen mit einer beträchtlichen Steigung oder durch das Papiermühlenthal mit geringerer Steigung mit einem Bahnhof auf dem damals noch unbebauten Plankenmai; beide Vorschläge enthielten die Bahntrasse rechts der Treene. Von Oster-Ohrstedt wurde eine Zweigbahn nach Schleswig und Rendsburg, die Bahnstrecke Oster-Ohrstedt–Klosterkrug–Rendsburg, projektiert. Am 28. Februar 1841 erteilte der dänische König eine Konzession zur Gründung einer Aktiengesellschaft zur Realisierung; das war die erste solche Konzession im dänischen Einflussbereich.
In der Rezession um 1848 gerieten diese Bestrebungen jedoch zeitweilig in Vergessenheit. Die Bahnstrecke wurde unter der Herrschaft König Frederiks VII. von Dänemark von der englischen Firma Peto, Brassey and Betts unter Samuel Morton Peto in den Jahren 1852 bis 1854 finanziert und gestaltet. Für Hochbauten stand der Architekt Michael Gottlieb Bindesbøll zur Verfügung; Originale sind noch in Schwesing und Husum erhalten. Der dänische König hatte Peto 1852 eine Konzession gegen eine Befreiung vom Handelszoll für Viehtransporte zugesagt. Erst 1852 reisten englische Techniker an und begannen von Tönning aus, die Strecke mit englischem Material zu errichten. Zum 1. Juni 1854 lud Morton Peto als Präsident der Aktiengesellschaft zu einer Sonderfahrt zur Besichtigung der Strecke vom Holzkrug (südlich vom heutigen Bahnhof Flensburg Weiche) nach Tönning ein. Am 1. April 1854 wurde die Strecke von Tönning bis zum damals wichtigen Bahnhof am Ochsenweg Holzkrug bei Flensburg provisorisch in Betrieb genommen; nach Fertigstellung eines Provisoriums des „Englischen“ Bahnhofs samt Hafenbahn in Flensburg folgte am 4. Oktober der offizielle Betrieb. Der König weihte die Strecke am 25. Oktober desselben Jahres ein.
Gleichzeitig wurde die wichtige Zweigstrecke von Oster-Ohrstedt über Klosterkrug (nahe Schleswig) nach Rendsburg in Betrieb genommen, die über die schon 1845 eröffnete Rendsburg-Neumünstersche Eisenbahn (RNE) Verbindung zur Altona-Kieler Eisenbahn herstellte. Eine Verlängerung nach Norden vom Holzkrug bei Flensburg bis Haderslev wurde erst am 2. Mai 1866 fertiggestellt. Im Jahr davor firmierte die FHTE neu als Südschleswigsche Eisenbahn AG.

## Betrieb
Die Firma baute die Hafenbahnen in Flensburg und Tönning. Die Trägergesellschaft nannte sich Flensburg-Husum-Tönninger Eisenbahngesellschaft (FHTE). Wesentliche Gründe für eine Bahnverbindung zwischen dem Ostseehafen Flensburg und den Nordseehäfen Husum und vor allem Tönning an der Eidermündung war der Export von lebendem Vieh nach England und von dort der Import von Kohle. Doch schon 1857 wurde mit der Abschaffung des von Dänemark erhobenen Sundzolls der Transport über die Strecke mit Umsteigen beziehungsweise Umladen in Flensburg und Tönning genauso aufwändig wie der Seeweg durchs Skagerrak. Den Transport übernahm eine Ochsenlinie genannte Fährlinie nach Blackwell bei London; ihr Fährschiff Schleswig konnte auf einer Überfahrt 800 Ochsen und 1300 Schafe mitnehmen. 1859 wurden mehr als 32.000 Ochsen nach England exportiert. Bis 1886 entwickelten sich die Transportzahlen. Der Export wurde aber 1886 jäh abgebrochen, weil die englische Regierung auf die Maul- und Klauenseuche mit Importverboten reagierte.
Die Eisenbahnverbindung verursachte eine Umstellung der Post in Flensburg. Sie stellte ihre Überlandpostkutschenkurse parallel zur Strecke ein und richtete ihre Bedienung an der Strecke auf die anfangs verkehrenden täglichen drei Züge aus. Die Flensburger Zeitung stellte nun ihre Tagesausgabe statt um 17.00 Uhr um 14.00 Uhr fertig, um den Mittagszug für ihre Verbreitung im ganzen Landesteil Schleswig zu nutzen.

## Streckenveränderungen

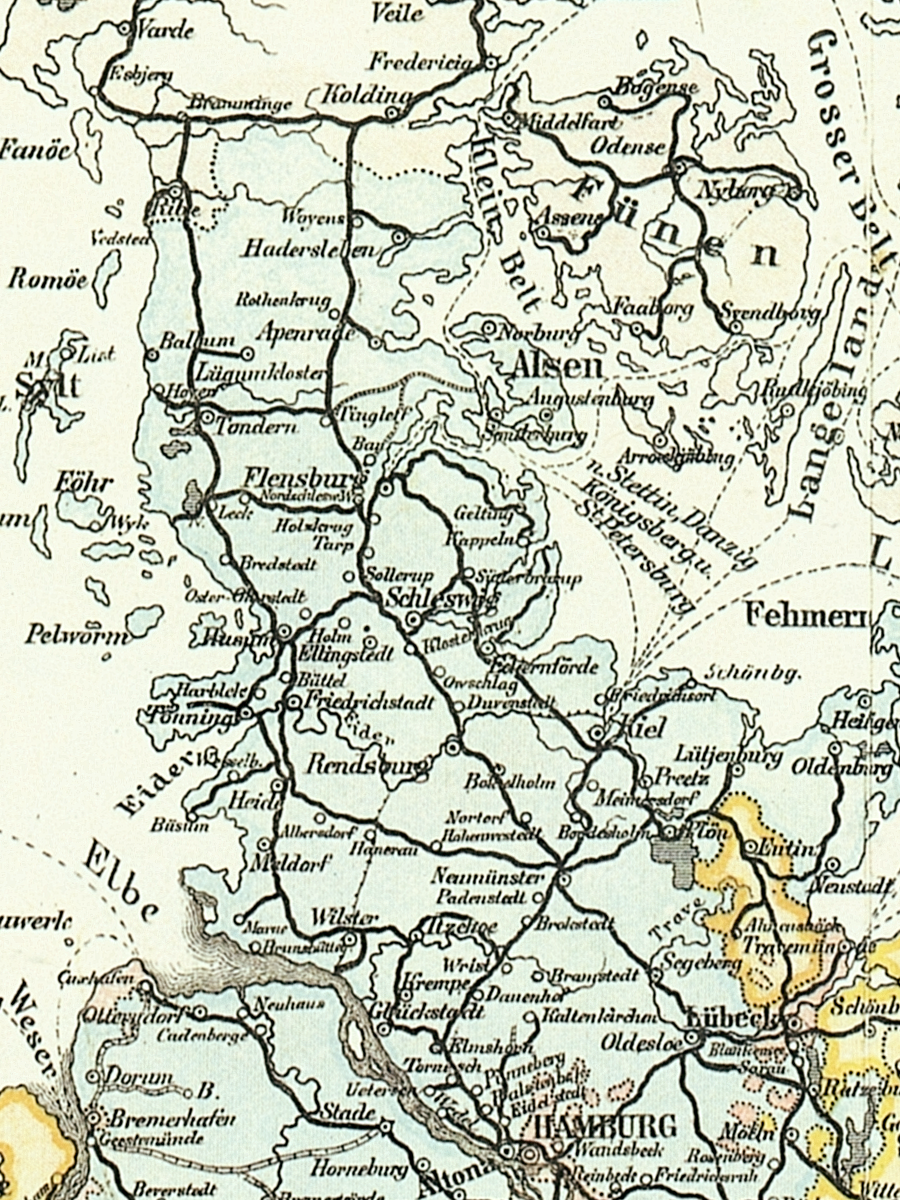
Veränderungen bis 1899 (Ausschnitt aus Eisenbahnkarte von Deutschland von 1899)

Während der größte Teil der Strecke heute in Betrieb ist, sind Teilabschnitte verschwunden, teilweise schon bei der Umgestaltung des schleswig-holsteinischen Bahnnetzes nach der Eroberung des Landes durch den Deutschen Bund 1864 und der Annexion durch das Königreich Preußen 1866. Am 29. Dezember 1869 wurde ein Teilstück zwischen Eggebek und Oster-Ohrstedt zugunsten der neuen direkten Nordsüdverbindung Eggebek–Jübek aufgegeben.
Die Strecke nach Tönning wurde ab 1902 mit dem östlich von Platenhörn liegenden neu gebauten Abzweig Hörn an die 1887 gebaute Marschbahn angebunden, wodurch die westliche Strecke durch die Südermarsch zwischen Husum und Platenhörn ihre Aufgabe verlor. Mit der Eröffnung des Abzweiges Hörn am 1. Februar 1905 wurde die alte Strecke stillgelegt und bis 1910 abgebaut. 1928 ersetzte der heutige Bahnhof Flensburg den alten Kopfbahnhof am Ende der Förde, der zu Deutschlands erstem Busbahnhof wurde.
Die verbliebenen Abschnitte der Strecke Flensburg–Husum–Tönning sind heute Teile dreier Bahnstrecken:
- Abschnitt Flensburg–Eggebek: Teil der Bahnstrecke Flensburg–Neumünster,
- Abschnitt Sollbrück–Husum: Teil der Bahnstrecke Jübek–Husum
- Abschnitt Platenhörn–Tönning: Teil der Bahnstrecke Husum–Bad St. Peter-Ording